# Grand Prix d'été de combiné nordique 2015
Vous lisez un « bon article » labellisé en 2016.
Navigation
2014 2016
Le Grand Prix d'été de combiné nordique 2015 est la dix-huitième édition de la compétition estivale de combiné nordique. Elle s'est déroulée du 29 août au 5 septembre, en cinq épreuves disputées sur trois sites différents.
Les épreuves ont commencé en Allemagne, à Oberwiesenthal, près de la frontière tchèque, se sont poursuivies en Autriche, à Tschagguns et à Partenen (hameau du village de Gaschurn), avant de s'achever en Allemagne, en Bavière cette fois, à Oberstdorf. Initialement le Grand Prix devait se terminer le 10 octobre à Sotchi, dans le Caucase russe, mais les deux épreuves qui devaient s'y tenir ont été annulées en raison d'un très faible nombre d'engagements.
À Oberwiesenthal, les Autrichiens Harald Lemmerer et Bernhard Gruber remportent le sprint par équipes et l'Allemand Eric Frenzel l'épreuve individuelle. L'Autrichien Mario Seidl s'impose pour sa part à Partenen. Les Allemands Johannes Rydzek et Fabian Riessle gagnent eux à Oberstdorf. Le classement général final est remporté, pour la quatrième fois, par Johannes Rydzek.

## Organisation de la compétition

### Programme et sites de compétition

Lieu des sites de compétitions

Le calendrier de la saison prévoit sept épreuves sur quatre sites. La compétition débute une nouvelle fois à Oberwiesenthal qui est l'une des deux étapes traditionnelles de la compétition. Tschagguns remplace Villach qui ne peut organiser la compétition pour des raisons budgétaires. Le tremplin de Tschagguns qui a été utilisé pour le Festival olympique d'hiver 2015 de la jeunesse européenne accueille pour la première fois cette compétition. À Oberstdorf, des courses de jeunes garçons et filles sont organisés en marge de cette compétition. Le Grand Prix d'été aurait dû se terminer à Sotchi sur les installations des jeux olympiques mais les deux courses ont été annulées. Sotchi avait organisé deux courses du Grand Prix d'été en 2012.
| Ville          | Tremplin                        | Image                                                 |
| -------------- | ------------------------------- | ----------------------------------------------------- |
| Oberwiesenthal | Fichtelbergschanzen (de)        | Plusieurs tremplins de saut à ski                     |
| Tschagguns     | Montafoner Schanzenzentrum (de) | Quatre tremplins de saut à ski et l'aire de réception |
| Oberstdorf     | Tremplins de Schattenberg       | Deux tremplins de saut à ski                          |
| Sotchi         | RusSki Gorki                    | Deux tremplins de saut à ski et l'aire de réception   |

### Format des épreuves
Sur les sept épreuves prévues, le calendrier compte six épreuves individuelles et un sprint par équipes.

#### Individuel
Les athlètes exécutent premièrement un saut sur un tremplin suivi d’une course de rollerski de 10 km. À la suite du saut, des points sont attribués pour la longueur et le style. Le départ de la course de rollerski s'effectue selon la méthode Gundersen (1 point = 4 secondes), le coureur occupant la première place du classement de saut s’élance en premier, et les autres s’élancent ensuite dans l’ordre fixé. Le premier skieur à franchir la ligne d’arrivée remporte l’épreuve,,,.
Les trente premiers athlètes à l'arrivée marquent des points suivants la répartition suivante :
| Place  | 1er | 2e | 3e | 4e | 5e | 6e | 7e | 8e | 9e | 10e | 11e | 12e | 13e | 14e | 15e | 16e | 17e | 18e | 19e | 20e | 21e | 22e | 23e | 24e | 25e | 26e | 27e | 28e | 29e | 30e |
| ------ | --- | -- | -- | -- | -- | -- | -- | -- | -- | --- | --- | --- | --- | --- | --- | --- | --- | --- | --- | --- | --- | --- | --- | --- | --- | --- | --- | --- | --- | --- |
| Points | 100 | 80 | 60 | 50 | 45 | 40 | 36 | 32 | 29 | 26  | 24  | 22  | 20  | 18  | 16  | 15  | 14  | 13  | 12  | 11  | 10  | 9   | 8   | 7   | 6   | 5   | 4   | 3   | 2   | 1   |

Si le nombre d'athlètes engagés excède 50, des qualifications sont organisés.

#### Sprint par équipes
Cette épreuve est composée par équipe de deux. Les deux athlètes effectuent un saut chacun et des points sont attribués pour la longueur et le style. Le départ de la course de rollerski s'effectue selon la cotation suivante (1 point = 2 secondes). Un des athlètes occupant la première place du classement de saut s’élance en premier, et les autres s’élancent ensuite dans l’ordre fixé. La course de rollerski de 2 × 7,5 km avec changement d’athlète tous les 1,5 km. Le premier athlète à franchir la ligne d’arrivée remporte l’épreuve.
Les nations ne peuvent engager plus de trois équipes pour cette épreuve. Les huit premières équipes à l'arrivée marquent des points suivants la répartition suivante:
| Place  | 1er | 2e  | 3e  | 4e  | 5e  | 6e | 7e | 8e |
| ------ | --- | --- | --- | --- | --- | -- | -- | -- |
| Points | 200 | 175 | 150 | 125 | 100 | 75 | 50 | 25 |

### Dotation financière
Les organisateurs de chaque course doivent consacrer 10 000€ au prize money. La distribution est la suivante : 8 000€ pour le classement de la course (les six premiers de l'individuel et les six premières équipes du Team Sprint),.
| Place      | 1er     | 2e      | 3e      | 4e      | 5e    | 6e    |
| ---------- | ------- | ------- | ------- | ------- | ----- | ----- |
| Récompense | 2 600 € | 2 000 € | 1 400 € | 1 000 € | 600 € | 400 € |

Les 2 000€ restant sont consacrés à la dotation du classement général qui est distribué aux trois premiers de ce classement. Le vainqueur touche 5 000€, le deuxième 3 000€ et le troisième 2 000€.

## Compétition

### Avant la compétition

#### Athlètes pouvant participer
Les nations qui le souhaitent peuvent engager un nombre limité d'athlètes par compétition:
| Nations                                                                    | Quotas | Motifs |
| -------------------------------------------------------------------------- | ------ | --- |
| Autriche, Allemagne, Norvège                                               | 8      | Nations classées aux trois premières places du classement des nations de la Coupe du monde de combiné nordique 2014-2015             |
| France, Japon, Italie                                                      | 6      | Nations classées entre la quatrième et la sixième place du classement des nations de la Coupe du monde de combiné nordique 2014-2015 |
| Tchéquie, Estonie, Finlande, États-Unis, Slovénie, Suisse, Russie, Pologne | 4      | Autres nations classées dans le classement des nations de la Coupe du monde de combiné nordique 2014-2015                            |
| Autres nations                                                             | 2      | Nations n'ayant marqué aucun point en coupe du monde                                                                                 |

La nation « à domicile » peut engager quatre athlètes supplémentaires.
Sont sélectionnables, les athlètes ayant :
- marqué des points en coupe du monde
- marqué des points en coupe continentale
- participé à la coupe du monde, à la coupe continentale ou aux championnats du monde junior.

#### Participants
L'équipe norvégienne préfère s'entraîner en Norvège durant l'été et décide ne pas participer à la compétition. L'équipe d'Autriche annonce qu'elle vient pour se comparer aux autres. Lukas Klapfer et Wilhelm Denifl ne participent pas à la compétition. L'équipe américaine participe afin de vérifier si la préparation estivale a été réussie ainsi que pour se confronter aux nations européennes. Pour l'équipe de France, l'objectif est de se confronter aux meilleures nations. Samuel Guy et Geoffrey Lafarge ont décidé de ne pas participer.
Plusieurs pays ont organisé leurs championnats nationaux avant la compétition. Pour l'Allemagne, c'est Johannes Rydzek qui l'a emporté devant Eric Frenzel et Björn Kircheisen. En République tchèque, Miroslav Dvořák s'impose devant Tomáš Portyk et Petr Kutal. Adam Cieslar a remporté le championnat de Pologne devant Kacper Kupczak et Szczepan Kupczak. Bryan Fletcher a remporté le championnat des États-Unis pour la deuxième fois devant Adam Loomis et Taylor Fletcher.
Les favoris annoncés sont l'Allemand Johannes Rydzek, triple vainqueur de la compétition, le Japonais Akito Watabe et l'Autrichien Bernhard Gruber, vainqueurs en 2013. Les compatriotes de Johannes Rydzek, Björn Kircheisen et Eric Frenzel sont également très attendus.

### Déroulement de la compétition

#### Oberwiesenthal

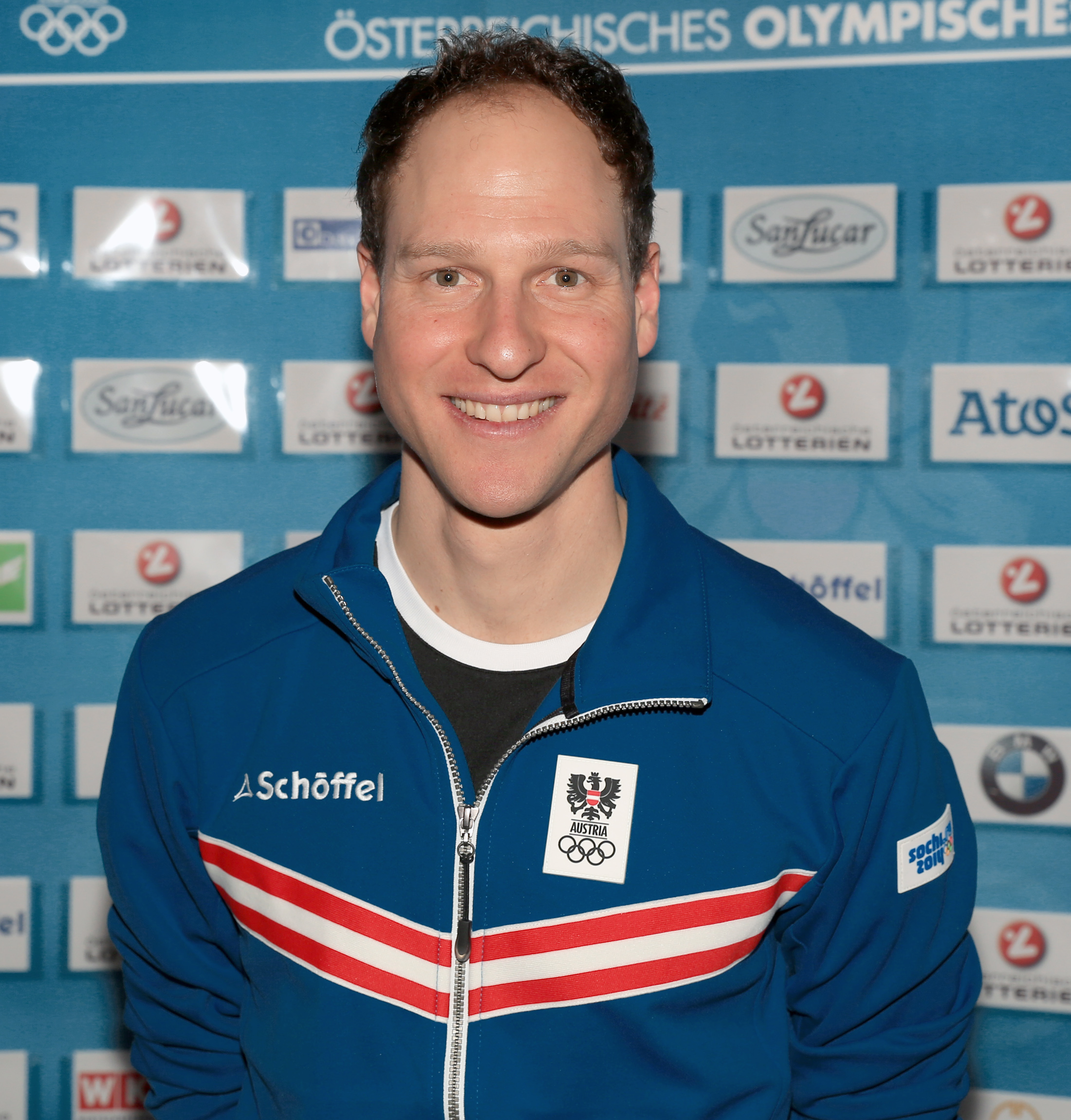
Bernhard Gruber (ici en 2014) a remporté le sprint par équipes avec Harald Lemmerer

La première course de cette compétition est le sprint par équipes. 24 équipes participent à cette course. Le concours du saut est dominé par les frères Akito et Yoshito Watabe devant les deux équipes autrichiennes qui sont à 23 s et 32 s. Il y a huit équipes en une minute. Le circuit de rollerski fait 1 500 m et la course a lieu en soirée. Les deux paires autrichiennes s'unissent et reviennent sur le duo japonais. Les deux paires autrichiennes terminent aux deux premières places devant une équipe allemande composée de Manuel Faisst et de Fabian Riessle qui a réussi le meilleur temps de ski de la course.
Lors de l'épreuve individuelle le 30 août disputée sous la chaleur, Eric Frenzel a réalisé le plus long saut (105 m). Akito Watabe est deuxième à 10 s après le saut avec un saut de 103,5 m. Le Tchèque Tomas Portyk est troisième à 22 s devant Mario Seidl et François Braud. Lors de la course de rollerski, un regroupement s'opère derrière Eric Frenzel. Ce groupe est notamment composé de Johannes Rydzek, Tomas Portyk, Mario Seidl ou encore François Braud. Finalement, Eric Frenzel, malgré son 19e temps en rollerski, s'impose devant deux compatriotes : Johannes Rydzek et Fabian Riessle. Bryan Fletcher remonte de la 29e à la 12e place grâce au deuxième temps de ski,, le premier temps étant réalisé par l'Autrichien Bernhard Flaschberger.
Tino Edelmann et Bernhard Gruber ont été disqualifiés,. Petr Kutal est tombé malade après la première course et est rentré chez lui.

#### Tschagguns

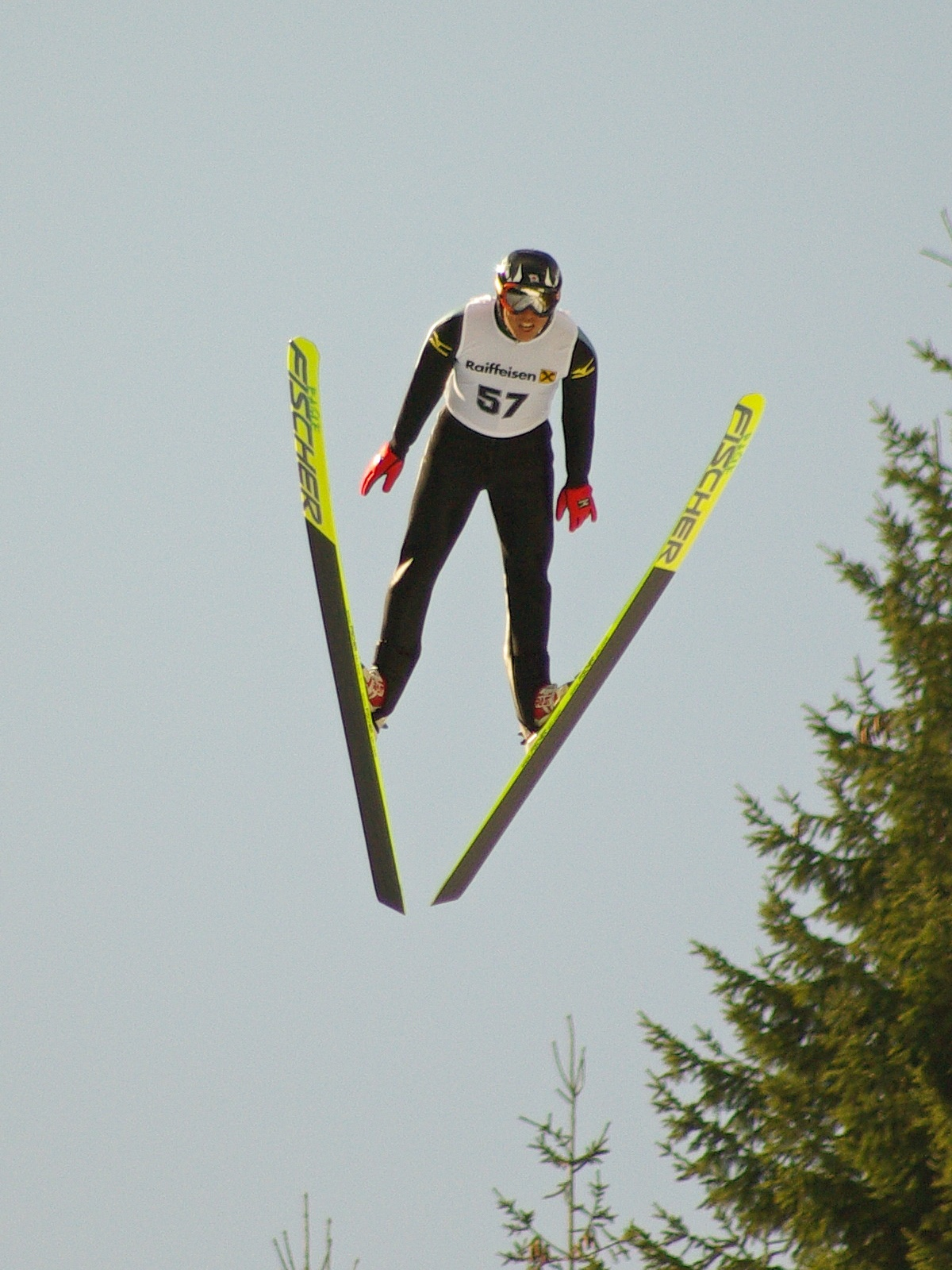
Akito Watabe en 2008

Il s'agit de la première fois qu'une course du Grand Prix d'été a lieu sur ce tremplin. Le budget de l'organisation de l'événement est de 93 435 €. L'événement attire 2 000 spectateurs.
Le concours du saut a été annulé en raison d'un vent violent après le saut de 31 athlètes sur les 50 qualifiés et c'est le saut de réserve qui a été utilisé. Celui-ci, qui servait également de qualifications, avait été dominé par Mario Seidl devant Akito Watabe. Eric Frenzel, le favori, est troisième à 21 s. Wolfgang Bösl est quatrième à 24 s. Il y a 21 concurrents qui s'élancent avec moins d'une minute de retard sur le premier.
Mario Seidl et Akito Watabe font la course en tête tous les deux. Derrière, un groupe d'une vingtaine de concurrents se forme. Ce groupe est à 20 s à la mi-course et à 15 s après 7,5 km. Mario Seidl lâche Akito Watabe dans le dernier tour et l'emporte devant le Japonais qui termine à 14 s. Fabian Riessle termine troisième devant Bernhard Gruber et François Braud qui manque de justesse le podium,.
Grâce à sa victoire, Mario Seidl prend la tête du classement général devant Eric Frenzel et Fabian Riessle.

#### Oberstdorf

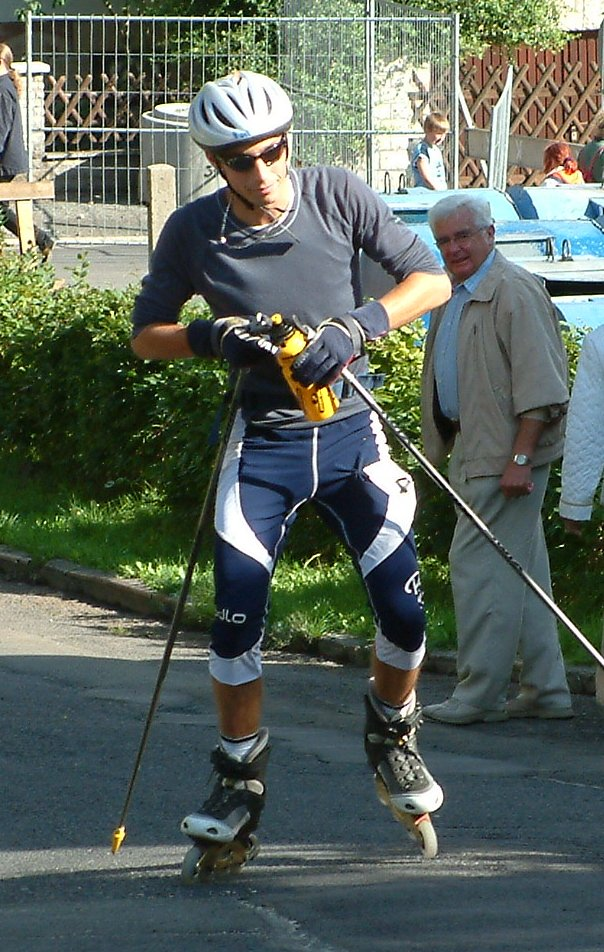
Maxime Laheurte en 2004

Peu avant le concours d'Oberstdorf, les organisateurs des compétitions de Sotchi décident d'annuler les épreuves en raison d'un très faible nombre d'engagements, seulement trois équipes ayant confirmés leur participation,. Les concours d'Oberstdorf concluent donc cette compétition.
Les courses de rollerski d'Oberstdorf se déroulent de nuit. Lors de la première compétition, le 4 septembre, c'est Akito Watabe qui domine le concours de saut avec un bond à 134,5 m. Il possède 17 s d'avance sur Mario Seidl et 44 s sur Johannes Rydzek. Eric Frenzel est 4 s derrière Johannes Rydzek. Lors de la course de rollerski, Johannes Rydzek rattrape Akito Watabe dans le dernier tour puis le lâche dans la dernière montée,,. Johannes Rydzek s'impose finalement de 13 s sur Akito Watabe et de 27 s 1 sur Mario Seidl. Grâce à ce succès, Johannes Rydzek prend la tête du classement général.
Lors de la compétition du 5 septembre, Johannes Rydzek saute à 124,5 m ce qui le place 19e après le saut à 1 min 5 s de Akito Watabe. Akito Watabe a réalisé 132,5 m ce qui lui octroie 12 s d'avance sur Maxime Laheurte (128 m) et 30 s sur Eric Frenzel (130 m). La course de rollerski est raccourcie à 10 km. Elle se court devant 2 000 spectateurs. Johannes Rydzek s'élance 1 s après son coéquipier en club le jeune Vinzenz Geiger. Après trois tours (7,5 km), Akito Watabe et Maxime Laheurte mènent devant un groupe d'une dizaine de poursuivants notamment composé d'Eric Frenzel, Bernhard Gruber, Manuel Faisst et Johannes Rydzek,. Il y a cinq Allemands dans ce groupe. Dans le dernier tour, le groupe de poursuivants revient sur le duo de tête. Une sélection s'opère et Tomas Portyk, Wolfgang Bösl ou encore Taihei Kato sont lâchés. Fabian Riessle l'emporte devant Johannes Rydzek et Akito Watabe. Lors de cette course, il y a sept Allemands qui terminent dans les dix premiers dont Vinzenz Geiger qui termine à une surprenante 8e place. Fabian Riessle est très heureux de sa première victoire individuelle au niveau international.
Johannes Rydzek remporte le classement général pour la quatrième fois devant Fabian Riessle et Akito Watabe.

### Bilan de la compétition
Johannes Rydzek est très heureux et surpris de remporter à nouveau le classement général. Il déclare qu'il lui reste encore beaucoup de travail à réaliser afin d'être prêt pour la nouvelle saison. Malgré sa 15e place lors de la dernière course qui le relègue à la quatrième place du classement général, Mario Seidl tire un bilan positif de cet été. Il se déclare heureux de sa forme et il va continuer de travailler jusqu'à l'hiver.
Le Français Laurent Muhlethaler a marqué ses premiers points.
Vinzenz Geiger qui a notamment terminé à la 8e place lors de la dernière course a surpris.
Petter Kukkonen, entraîneur en chef de l'équipe de Finlande, juge qu'Ilkka Herola a réalisé une bonne compétition. Au contraire, il juge que Matti Herola et Leevi Mutru ont encore des progrès à réaliser.

## Classements finaux

### Individuel
| Rang | Nom                   | Points |
| ---- | --------------------- | ------ |
| 01.  | Johannes Rydzek       | 296    |
| 02.  | Fabian Riessle        | 270    |
| 03.  | Akito Watabe          | 236    |
| 04.  | Mario Seidl           | 226    |
| 05.  | Eric Frenzel          | 182    |
| 06.  | François Braud        | 130    |
| 07.  | Bernhard Gruber       | 120    |
| 08.  | Ilkka Herola          | 116    |
| 09.  | Tomáš Portyk          | 109    |
| 10.  | Philipp Orter         | 105    |
| 11.  | Maxime Laheurte       | 104    |
| 12.  | David Pommer          | 091    |
| 13.  | Manuel Faisst         | 075    |
| 14.  | Björn Kircheisen      | 066    |
| 15.  | Tino Edelmann         | 062    |
| 16.  | Bernhard Flaschberger | 060    |

| Rang | Nom               | Points |
| ---- | ----------------- | ------ |
|      | Yoshito Watabe    | 060    |
| 18.  | Taylor Fletcher   | 057    |
| 19.  | Harald Lemmerer   | 056    |
| 20.  | Jakob Lange       | 052    |
| 21.  | Taihei Katō       | 050    |
| 22.  | Tim Hug           | 045    |
| 23.  | Vinzenz Geiger    | 043    |
| 24.  | Bryan Fletcher    | 033    |
| 25.  | Terence Weber     | 022    |
| 26.  | Lukas Greiderer   | 021    |
|      | Kristjan Ilves    | 021    |
| 28.  | Franz-Josef Rehrl | 020    |
| 29.  | Hideaki Nagai     | 016    |
|      | Wolfgang Bösl     | 016    |
|      | Szczepan Kupczak  | 016    |
| 32.  | Tobias Simon      | 015    |

| Rang | Nom                 | Points |
| ---- | ------------------- | ------ |
| 33.  | Marco Pichlmayer    | 010    |
| 34.  | Philipp Blaurock    | 009    |
|      | Gašper Berlot       | 009    |
| 36.  | Ernest Yahin        | 008    |
|      | Adam Cieslar        | 008    |
| 38.  | Lukas Runggaldier   | 007    |
| 39.  | Hugo Buffard        | 006    |
| 40.  | Pawel Slowiok       | 005    |
|      | Marjan Jelenko      | 005    |
| 42.  | Miroslav Dvořák     | 004    |
| 43.  | Adam Loomis         | 003    |
|      | Laurent Muhlethaler | 003    |
| 45.  | Armin Bauer         | 002    |
| 46.  | Michael Ward        | 002    |

### Coupe des Nations
Le classement de la Coupe des nations est établi à partir d'un calcul qui fait la somme de tous les résultats obtenus par les athlètes d'un pays dans les épreuves individuelles ainsi que les deux meilleurs résultats du sprint par équipes. Une équipe du pays en tête de ce classement s'élancera en dernier lors du saut de l'épreuve par équipes.
| Rang | Nom        | Points |
| ---- | ---------- | ------ |
| 01.  | Allemagne  | 1278   |
| 02.  | Autriche   | 0909   |
| 03.  | Japon      | 0487   |
| 04.  | France     | 0343   |
| 05.  | Tchéquie   | 0263   |
| 06.  | États-Unis | 0145   |
| 07.  | Finlande   | 0116   |
| 08.  | Pologne    | 0104   |
| 09.  | Suisse     | 0045   |
| 10.  | Italie     | 0034   |
| 11.  | Estonie    | 0021   |
| 12.  | Slovénie   | 0014   |
| 13.  | Russie     | 0008   |

## Résultats

### Résultats synthétiques
| Date         | Épreuve                                | Vainqueur                                      | Deuxième                               | Troisième                                    | Leader du Grand Prix               |
| ------------ | -------------------------------------- | ---------------------------------------------- | -------------------------------------- | -------------------------------------------- | ---------------------------------- |
| 29 août 2015 | Sprint par équipes HS 106 / 2 × 7,5 km | Autriche II- Harald Lemmerer - Bernhard Gruber | Autriche I- David Pommer - Mario Seidl | Allemagne II- Manuel Faisst - Fabian Riessle | Non attribué : épreuve par équipes |
| 30 août 2015 | Épreuve individuelle HS 106 / 10 km    | Eric Frenzel                                   | Johannes Rydzek                        | Fabian Riessle                               | Eric Frenzel                       |

| Date             | Épreuve                             | Vainqueur   | Deuxième     | Troisième      | Leader du Grand Prix |
| ---------------- | ----------------------------------- | ----------- | ------------ | -------------- | -------------------- |
| 2 septembre 2015 | Épreuve individuelle HS 108 / 10 km | Mario Seidl | Akito Watabe | Fabian Riessle | Mario Seidl          |

| Date             | Épreuve                             | Vainqueur       | Deuxième        | Troisième    | Leader du Grand Prix |
| ---------------- | ----------------------------------- | --------------- | --------------- | ------------ | -------------------- |
| 4 septembre 2015 | Épreuve individuelle HS 137 / 10 km | Johannes Rydzek | Akito Watabe    | Mario Seidl  | Johannes Rydzek      |
| 5 septembre 2015 | Épreuve individuelle HS 137 / 10 km | Fabian Riessle  | Johannes Rydzek | Akito Watabe | Johannes Rydzek      |

| Date            | Épreuve                             | Vainqueur         | Deuxième          | Troisième         | Leader du Grand Prix |
| --------------- | ----------------------------------- | ----------------- | ----------------- | ----------------- | -------------------- |
| 9 octobre 2015  | Épreuve individuelle HS 140 / 10 km | Épreuves annulées | Épreuves annulées | Épreuves annulées | Épreuves annulées    |
| 10 octobre 2015 | Épreuve individuelle HS 140 / 15 km | Épreuves annulées | Épreuves annulées | Épreuves annulées | Épreuves annulées    |

### Résultats détaillés par athlète
Le tableau suivant récapitule les places obtenues par les athlètes engagés dans les quatre épreuves individuelles.

## Grand Prix de la jeunesse

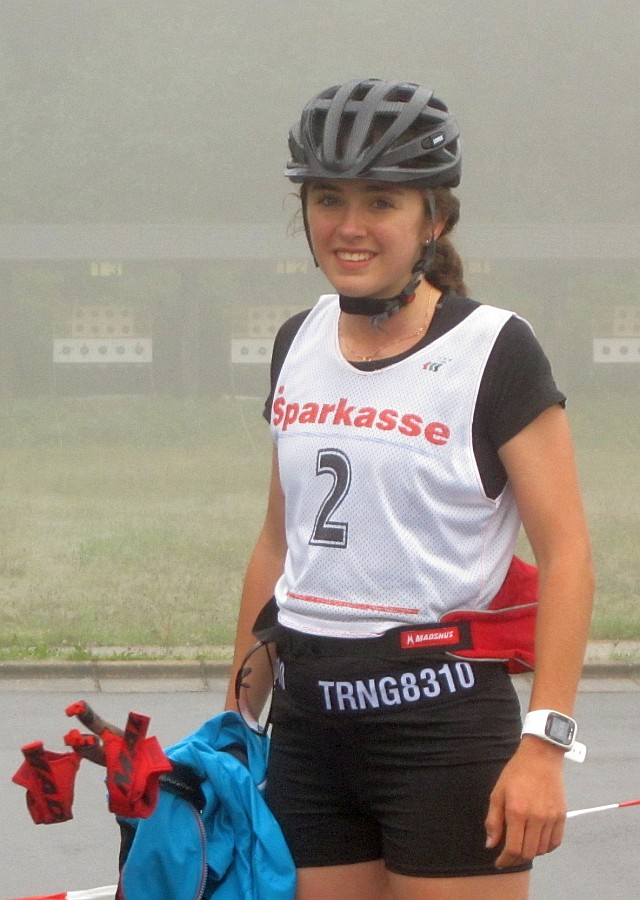
Timna Moser qui signe deux victoires à Oberstdorf.

En marge des épreuves d'Oberstdorf ont lieu pour la deuxième année les Grand Prix de la jeunesse, des épreuves destinées aux minimes et juniors masculins comme féminins. Ces épreuves comptent notamment parmi les premières épreuves féminines internationales de combiné et préfigurent la féminisation de la discipline ; elles permettent de repérer les athlètes amenées à participer à la Coupe OPA féminine, puis aux championnats du monde juniors et aux Jeux olympiques de la jeunesse.
Sur les deux jours de compétitions, 49 garçons et 30 filles de 10 nations ont concouru. Ainsi, le 4 septembre, l'épreuve HS 60 / 2,5 km destinée aux plus jeunes des athlètes féminines (nées entre 2002 et 2004) est remportée par l'Allemande Jenny Nowak devant la Française Joséphine Pagnier et l'Allemande Anni Bartl. Chez leurs aînées, nées entre 1999 et 2001, qui concourent dans les mêmes conditions, HS 60 / 2,5 km, l'Autrichienne Timna Moser remporte cette épreuve, comme l'année passée, devant la Slovène Jerneja Barcl et la Norvégienne Hanna Midtsundstad. Chez les garçons, lors de l'épreuve HS 60 / 2,5 km destinée aux athlètes nés en 2003, le podium est le lieu d'un triplé allemand : Emanuel Schmid s'imposant devant Sebastian Schwarz et Hannes Gehring. Dans l'épreuve départageant leurs aînés de 2002 (HS 60 / 4 km), le Finlandais Perttu Reponen s'impose, comme l'année précédente. L'Allemand Lenard Kersting est deuxième devant le Finlandais Waltteri Karhumaa, troisième.
Le lendemain, quatre autres courses sont au programme. Chez les filles, une épreuve HS 60 / 4 km est destinée aux jeunes filles nées entre 2002 et 2004 ; est dominée comme la veille, par l'Allemande Jenny Nowak s'y impose devant la Française Joséphine Pagnier. L'Allemande Anni Bartl est troisième. Dans l'épreuve HS 60 / 4 km réservée aux athlètes féminines nées entre 1999 et 2001, l'Autrichienne Timna Moser s'impose comme la veille. Elle devance la Norvégienne Hanna Midtsundstad. L'Italienne Lisa Moreschini est troisième. L'épreuve HS 60 / 4 km départageant les garçons nés en 2003 voit deux Allemands aux deux premières places : Pepe Schula s'imposant devant Sebastian Schwarz. Le Français Antonin Vaxelaire est troisième. Enfin, les garçons nés en 2002 participent à une épreuve plus longue (HS 60 / 6 km) ; le vainqueur de la veille, le Finlandais Perttu Reponen, s'y impose devant son compatriote Waltteri Karhumaa et l'Allemand Jan Andersen.